# Jay Dratler
Jay Dratler (Nueva York, 14 de septiembre de 1910-Ciudad de México, 25 de septiembre de 1968) fue un guionista y novelista estadounidense.

## Biografía
Nació en Nueva York siendo su madre originaria de Austria. Asistió a la Universidad de Carolina del Norte en Chapel Hill a fines de la década de 1920, luego estudió en la Sorbona en Francia y en la Universidad de Viena, logrando fluidez en francés y alemán.
Tras su regreso a Estados Unidos en 1932, trabajó como editor para una editorial de Nueva York y tradujo los libros Goya y Zeppelin del alemán al inglés. Luego se mudó a Hollywood, convirtiéndose en un novelista exitoso y saltando a la fama como guionista durante la era clásica del cine negro en la década de 1940. Escribió seis novelas, muchos guiones y más de veinte guiones de televisión. Ganó un premio Edgar Allan Poe por Call Northside 777, y fue nominado al Oscar por la película negra de 1944, Laura. La película negra de 1948, Pitfall, se basó en la novela homónima de Dratler.
Más adelante en su vida, Dratler se familiarizó con el español y se mudó a México en la década de 1960. Dratler falleció de un infarto en 1968 en el Hospital Británico-Americano de la Ciudad de México. Su cuerpo fue devuelto a Nueva York. Le sobrevivieron su viuda, Berenice, y sus dos hijos, una hija y un hijo. Este último, Jay Dratler Jr., se convirtió en profesor en la Facultad de Derecho de la Universidad de Akron, especializándose en derecho de propiedad intelectual.

## Obra

### Novelas
- Manhattan Side Street (1936) Longmans, Green and Co., Nueva York.[5]
- Ducks in Thunder (1940) Reynal &amp; Hitchcock, Nueva York (más tarde retitulado All for a Woman).
- La trampa (1947) Thomas Y. Crowell Co., Nueva York.
- El beso de Judas (1955) Henry Holt and Co., Nueva York.[6]
- Doctor Paradise (1957) Biblioteca Popular, Nueva York.
- Sin piedad (1957) Robert Hale, Londres
- Sueño de mujer (1958) Biblioteca Popular, Nueva York.